# カブトヤマ
カブトヤマは日本の競走馬である。1933年に第2回東京優駿大競走（日本ダービー）に優勝した。父は小岩井農場が擁した戦前の大種牡馬シアンモア、母は帝室御賞典優勝馬アストラル
。全弟にガヴアナー（東京優駿大競走）、ロツキーモアー（帝室御賞典）がいる。

## 略歴
1930年、小岩井農場で生まれる。大柄な鹿毛馬で、2歳時のセリでは2万150円で取引された。馬主の前川道平は伊勢丹の社長で、大久保房松と共にこのセリに臨んでいた。その後大久保によって調教を受けた。1933年3月25日に中山競馬場の新呼馬戦でデビュー、初勝利を挙げる。その後1戦（3着）して2戦1勝で第2回東京優駿大競走に臨んだ。
レースでは直線前を行くメリーユートピアを捕え4馬身差で優勝。メリーユートピアは人気が無かったが、レース途中でカブトヤマを抜いた際に、騎乗していた徳田伊三郎（当時では珍しい、モンキー乗りの騎手であった）の姿を見て、大久保があわてて追っていった結果、最後は一騎討ちとなって勝利を得たという。3着以下とは大きな差が開いていた。
その後もカブトヤマは活躍を続け、5歳時には目黒記念、帝室御賞典（福島）、阪神農林省賞典等にも優勝した。
引退後は青森県の東北牧場にて種牡馬入り、マツミドリ、千鳥甲等の産駒を輩出する。特にマツミドリは東京優駿競走（日本ダービー）に優勝しており、日本ダービー史上初の親子制覇になった。この偉業をたたえ、1947年から2003年まで同馬を記念しカブトヤマ記念という名の父内国産馬限定の重賞競走が行われていた。当初からもテーマであった「父内国産種牡馬の奨励」の目標が達成され、役割を終えたとして2003年をもって廃止されている。これに代わり現在行われているのが『福島牝馬ステークス』である。
1951年に老衰のため死亡し、東北牧場の七戸町向平分場に埋葬された。

### エピソード
- 当時は調騎分離の以前で、カブトヤマを管理する大久保は、調教師でありながら主戦騎手でもあり29戦全てに騎乗した。東京優駿大競走の直前、大久保が体調を崩し一度は騎乗を辞退しているが「僕は君のためにこの馬を預けた。もしダービーを勝っても騎手が君じゃなかったらあまり嬉しくはないだろう。」という前川の心意気に応えるために騎乗を決意し、高熱で朦朧としながら見事優勝したというエピソードが伝えられている。
- また、東京優駿大競走が行われた目黒競馬場は、当時の時点で宅地開発などの進展などで存続が困難となり、カブトヤマが東京優駿を勝ってまもない1933年秋に府中に竣工された新・東京競馬場に移転となったため、カブトヤマは「目黒競馬場最後のダービー馬」である。

## 年度別競走成績
- 1933年（10戦4勝）
  - 東京優駿大競走
- 1934年（19戦8勝）
  - 帝室御賞典（福島）、目黒記念

## 主な産駒
- マツミドリ（東京優駿競走、京都記念）
- 千鳥甲

## 血統表
| カブトヤマの血統キングファーガス系（エクリプス系） / （Angelica (St.Simon) 5.5×5=9.38%、Sierra (Sainfoin) 5×4=9.38%、他） | カブトヤマの血統キングファーガス系（エクリプス系） / （Angelica (St.Simon) 5.5×5=9.38%、Sierra (Sainfoin) 5×4=9.38%、他） | カブトヤマの血統キングファーガス系（エクリプス系） / （Angelica (St.Simon) 5.5×5=9.38%、Sierra (Sainfoin) 5×4=9.38%、他） | （血統表の出典） | （血統表の出典） |
| 父 * シアンモア Shian Mor 1924 黒鹿毛                                                                                     | 父の父Buchan 1916 鹿毛 | Sunstar | Sundridge        | Sundridge        |
| 父 * シアンモア Shian Mor 1924 黒鹿毛                                                                                     | 父の父Buchan 1916 鹿毛 | Sunstar | Doris            |                  |
| 父 * シアンモア Shian Mor 1924 黒鹿毛                                                                                     | 父の父Buchan 1916 鹿毛 | Hamoaze | Torpoint         | Torpoint         |
| 父 * シアンモア Shian Mor 1924 黒鹿毛                                                                                     | 父の父Buchan 1916 鹿毛 | Hamoaze | Maid of the Mist |                  |
| 父 * シアンモア Shian Mor 1924 黒鹿毛                                                                                     | 父の母Orlass 1914 鹿毛 | Orby | Orme             | Orme             |
| 父 * シアンモア Shian Mor 1924 黒鹿毛                                                                                     | 父の母Orlass 1914 鹿毛 | Orby | Rhoda B.         |                  |
| 父 * シアンモア Shian Mor 1924 黒鹿毛                                                                                     | 父の母Orlass 1914 鹿毛 | Simon Lass | Simmontault      | Simmontault      |
| 父 * シアンモア Shian Mor 1924 黒鹿毛                                                                                     | 父の母Orlass 1914 鹿毛 | Simon Lass | Kilkenny Lass    |                  |
| 母 アストラル 1921 栗毛                                                                                                   | 母の父* チヤペルブラムプトン Chapel Brampton 1912 栗毛                                                                    | Beppo | Marco            | Marco            |
| 母 アストラル 1921 栗毛                                                                                                   | 母の父* チヤペルブラムプトン Chapel Brampton 1912 栗毛                                                                    | Beppo | Pitti            |                  |
| 母 アストラル 1921 栗毛                                                                                                   | 母の父* チヤペルブラムプトン Chapel Brampton 1912 栗毛                                                                    | Mesquite | Sainfoin         | Sainfoin         |
| 母 アストラル 1921 栗毛                                                                                                   | 母の父* チヤペルブラムプトン Chapel Brampton 1912 栗毛                                                                    | Mesquite | St.Silave        |                  |
| 母 アストラル 1921 栗毛                                                                                                   | 母の母種義 1912 栗毛 | * ダイヤモンドウェッディング Diamond Wedding                                                                              | Diamond Jubilee  | Diamond Jubilee  |
| 母 アストラル 1921 栗毛                                                                                                   | 母の母種義 1912 栗毛 | * ダイヤモンドウェッディング Diamond Wedding                                                                              | Wedlock          |                  |
| 母 アストラル 1921 栗毛                                                                                                   | 母の母種義 1912 栗毛 | * ビユーチフルドリーマー Beautiful Dreamer                                                                                | Euthusiast       | Euthusiast       |
| 母 アストラル 1921 栗毛                                                                                                   | 母の母種義 1912 栗毛 | * ビユーチフルドリーマー Beautiful Dreamer                                                                                | Reposo F-No.12   |                  |